# 神話の果て
『神話の果て』（しんわのはて）は、船戸与一による小説。1985年に双葉社から刊行された。その後、1988年に講談社文庫で文庫化された。

## あらすじ
破壊工作員の志度正平は、アメリカの巨大鉱業会社AAMから、莫大な埋蔵量のウラン鉱床が眠るペルー山岳地帯に勃興した新たなゲリラ組織「カル・リアクタ」の首領抹殺の仕事を依頼された。志度はペルー最大のゲリラ組織「輝かしき道」を脱退し「カル・リアクタ」への合流宣言を行った日系人活動家ツトム・オオシタになりすまし、2人の案内役のインディオと共にゲリラの進発地チャカラコ渓谷に向かう。官憲の目をかいくぐりながら4千メートルを超すアンデスの山々を越えゲリラの基地に潜入していくが、一方で志度の能力に疑問を持ったAAMの担当者クロンカイトは保険としてジャン・ポール・ギランを通じて別の破壊工作員を依頼。　志度の補佐に付けるよう取り計らうが、作戦リーダーのクリストファー・ビッグフォードに撥ねつけられたうえ、紹介された工作員ポル・ソンファンは異常な殺人嗜好の持ち主で依頼のキャンセルを受け付けずにクロンカイトやビッグフォードを次々に殺害し勝手に動き出してしまう。
　一方でビッグフォードが残した暗号文書を入手したギランは解読した計画をCIAに売却。ウラン鉱床の採掘権をAAMが独占し莫大な利益を得ることによって、経済界のみならずアメリカ政界のパワーバランスが一変することを嫌ったCIAは首領抹殺計画の阻止を決定。腕利きのCIA工作員ウェップナーをペルーに派遣し志度の抹殺を図るのだった…。

## 登場人物

### メインキャラクター
志度正平（しど しょうへい）
主人公。39歳。破壊工作員。格闘技に異常な能力。天才的な語学能力。文化人類学の学者だったが、学術調査の成果を横取りしようとした他の学者に殺害されそうになった際、反撃して撲殺したことがきっかけで逐電し破壊工作員に身を投じる。父が満州で破壊工作員をしていた。母は上海の女スパイ。
ロッサナ・ラベーロ
24-5歳。白人娼婦。志度正平と同棲。乳房に蝶の刺青。

### アングロ・アメリカン鉱業(AAM)
トーマス・グロスター
64歳。副社長。
リチャード・カミングス
51歳。海外企画部長。クロンカイトの直属の上司。
エドモンド・クロンカイト
42歳。海外企画部第二課 課長。傭兵の折衝と監視。
ディヴィッド・マイヤー
銀髪のユダヤ系。海外企画部第四課長。
ロバート・コンラッド
資源調査部第二課長。

### ナザレ（ペルーの町）
オルトン
司祭。
マーティン・ブライス
61歳。アメリカ人。平修士。かつて殺人を犯した弱みを握られCIAの潜伏者となっている。
キャサリン・ベッカー
修道女。
コルチョ
ケチュア族。小間使い。
エクトル・オドリア
混血。陸軍中尉。何かと理由をつけてブライスに金品をたかっている。
ラウロ・ボサダス
家畜仲買人。
ラミロ・プロレス
居酒屋経営者。

### カル・リアクタ
ラボーラ
50代半ば。アイマラ族。指導者。
ギエルモ・アヤラ
ケチュア族。情報を収集。
ウアドキニャ
ヤーマの飼育人。連絡役。
チョワナコ
27-8歳。ケチュア族。
モルマキニャ
27-8歳。ケチュア族。
ウチュイク
ケチュア族。トロツキスト。
クラカヨ
12-3歳。
シモン・アルゲダス
37-8歳。第四インター系のボリヴィア解放戦線の活動家。「カル・リアクタ」に協力。一見酒好きのぐうたらに見えるが、ある秘密がある。
ムウルパ
見張り。
ゴルナガ
40代半ば。ケチュア族。

### その他のキャラクター
ローズマリー・ビンボ
ジプシーの占い師。
クリストファー（クリス）・ビッグフォード
イギリス人。アングロ・アメリカン鉱業(AAM)が計画している作戦のリーダー。元MI6で各種の破壊工作を請け負うコーディネーター。作戦を納品書に見せかけた暗号書類にして保管する癖があり、結果としてこれがギランの手に渡る原因となる。
ギラン曰く「一度信頼してしまうと再確認の努力をしなくなる癖がある」。このためかつてアフリカを舞台に活動していたものの、かつて使っていた現地の協力者に裏切られたことで壊滅的な打撃を受け、それ以降アフリカで活動できなくなり南米に活動を移した。
ジャン=ポール・ギラン
50歳前後。フランス国籍。フリーランスの破壊工作員。暗号解読が得意。
ポル・ソンファン
カンボジア人。元ポル・ポト軍でギランの配下にいる破壊工作員。激しい殺人衝動を持ち、爪楊枝を使った吹き矢や鉛筆、果物ナイフなど身近にあるもので暗殺を行う。ギランは「胴体が千切れても噛みついたまま放さない蟻」と評した。ビッグフォードは「人間の肯定的な面を何一つ信じていない毒虫のような存在」として激しく嫌悪した。
マイケル・オリバレス
42歳。メキシコ系。海外投資研究所所長。CIAリマ支局員。
ジョージ・ウェップナー
40歳。ドイツ系アメリカ人。CIA作戦部秘密工作課第四班。登山にも能力を発揮する元言語学者。偽名「パーキンス」。学者時代の志度と面識がある。
ゴンザレス
42-3歳。工作者。
ヘラルド・ツトム・オオシタ
「輝かしき道」派の活動家。終身刑。共産主義と決別し、カル・リアクタへ合流する獄中宣言を行った。
イザベル
ツトム・オオシタの愛人。
トルカチェ
ツトム・オオシタの同志。志度の正体を見破ったため口封じのために殺害された。
ヴィセンテ・セルマニョス
資本家を父親に持つ学生。ドライブ旅行中に志度一行の人質となる。

## 用語
MI6
イギリス外務省秘密情報部
シンチス
ペルー国家警察反テロ活動部隊
ラングレー
CIA（アメリカ中央情報局）
カル・リアクタ
ケチュア族とアイマラ族の連合組織。「遥かなる国家」の意味。アンデス全域に広範なインディオ共和国の建設が目的。
輝かしき道
毛沢東主義を思想的支柱に据え、鉱山襲撃や送電鉄塔爆破などの武装闘争を邁進する過激派組織。　実在のグループで一時はペルー農村部を広範囲にわたり制圧した。